# Park Ji-hu
Park Ji-hu (tiếng Hàn: 박지후; sinh ngày 7 tháng 11 năm 2003) là nữ diễn viên người Hàn Quốc. Cô được biết đến với vai chính trong bộ phim House of Hummingbird (2018) được giới phê bình đánh giá cao và loạt phim truyền hình Ngôi trường xác sống (2022) của Netflix.

## Tiểu sử
Park Ji-hu sinh ngày 7 tháng 11 năm 2003 tại phường Suseong-gu, Daegu, Hàn Quốc trong một gia đình có bố mẹ và một chị gái (sinh năm 2001). Cô lớn lên ở Daegu, tốt nghiệp trường tiểu học Daegu Hyoshin, trường cấp hai Dongwon và trường cấp ba Dongmun. Khi đang học lớp 5, Ji-hu đã vượt qua một buổi tuyển chọn diễn xuất trên đường phố ở Daegu. Kể từ đó, cô bắt đầu tập trung vào các hoạt động điện ảnh và truyền hình. Thần tượng của cô là nữ diễn viên Han Ji-min. Cô hiện đang theo học tại trường Đại học Hanyang, khoa Sân khấu và Điện ảnh.

## Sự nghiệp

### 2016–nay: Khởi đầu sự nghiệp và đột phá
Ji-hu bắt đầu sự nghiệp diễn xuất thông qua bộ phim ngắn Home Without Me vào năm 2016, sau đó cô tham gia diễn xuất những vai nhỏ trong các bộ phim Thời gian biến mất: Cậu bé trở lại (2016), Thành phố ảo (2017), and The Witness (2018).
Vào năm 2018, cô đóng vai chính trong bộ phim điện ảnh House of Hummingbird, đây là vai chính đầu tiên trong sự nghiệp phim điện ảnh của cô.  Cô đã gây được tiếng vang lớn qua vai diễn Kim Eun-hee và nhận được một số lượng lớn giải thưởng trong hạng mục Diễn viên mới xuất sắc nhất.
Vào tháng 4 năm 2021, Ji-hu đang quay bộ phim kinh dị về thảm họa Concrete Utopia của đạo diễn Um Tae-hwa cùng với  Lee Byung-hun, Park Bo-young và Park Seo-joon. Ji-hu tham gia loạt phim truyền hình Ngôi trường xác sống (2022) của Netflix.

## Danh sách phim

### Phim
| Năm  | Tên                                | Tiêu đề tiếng Hàn | Vai diễn    | Nguồn |
| ---- | ---------------------------------- | ----------------- | ----------- | ----- |
| 2016 | Vanishing Time: A Boy Who Returned | 가려진 시간       |             |       |
| 2017 | Fabricated City                    | 조작된 도시       |             |       |
| 2018 | The Witness                        | 목격자            | Ye-seul     |       |
| 2018 | House of Hummingbird               | 벌새              | Kim Eun-hee |       |
| 2021 | Black Light                        | 빛과 철           | Eun-young   |       |
| TBA  | Concrete Utopia                    | 콘크리트 유토피아 | Hye-won     | [ 5 ] |

### Phim truyền hình
| Năm  | Tên             | Tiêu đề tiếng Hàn | Kênh phát sóng | Vai diễn    | Nguồn |
| ---- | --------------- | ----------------- | -------------- | ----------- | ----- |
| 2018 | Sweet Revenge 2 | 복수노트 2        | XtvN           | Lee Ha-yan  |       |
| 2019 | Beautiful World | 아름다운 세상     | JTBC           | Jung Da-hee |       |
| 2022 | Little Women    | 작은 아씨들       | tvN            | Oh In-hye   | [ 8 ] |

### Web series
| Năm  | Tên                  | Tiêu đề tiếng Hàn | Nền tảng | Vai diễn  | Nguồn       |
| ---- | -------------------- | ----------------- | -------- | --------- | ----------- |
| 2022 | Ngôi trường xác sống | 지금 우리 학교는  | Netflix  | Nam On-jo | [ 7 ] [ 9 ] |

## Giải thưởng và đề cử
| Năm  | Giải thưởng                               | Hạng mục                | Đề cử                | Kết quả   | Nguồn  |
| ---- | ----------------------------------------- | ----------------------- | -------------------- | --------- | ------ |
| 2019 | Asia Pacific Screen Awards                | Best Actress            | House of Hummingbird | Đề cử     | [ 10 ] |
| 2020 | Baeksang Arts Awards                      | Best New Actress – Film | House of Hummingbird | Đề cử     | [ 11 ] |
| 2019 | Best Star Awards                          | Best New Actress        | House of Hummingbird | Đoạt giải | [ 12 ] |
| 2019 | Blue Dragon Film Awards                   | Best New Actress        | House of Hummingbird | Đề cử     | [ 13 ] |
| 2020 | Buil Film Awards                          | Best New Actress        | House of Hummingbird | Đề cử     | [ 14 ] |
| 2020 | Chunsa Film Art Awards                    | Best New Actress        | House of Hummingbird | Đề cử     | [ 15 ] |
| 2019 | Cine21 Awards                             | Best New Actress        | House of Hummingbird | Đoạt giải | [ 16 ] |
| 2019 | Director's Cut Awards                     | Best New Actress        | House of Hummingbird | Đoạt giải | [ 17 ] |
| 2020 | Grand Bell Awards                         | Best New Actress        | House of Hummingbird | Đề cử     | [ 18 ] |
| 2019 | Korean Association of Film Critics Awards | Best New Actress        | House of Hummingbird | Đoạt giải | [ 19 ] |
| 2019 | London East Asia Film Festival            | Best New Actress        | House of Hummingbird | Đoạt giải | [ 20 ] |
| 2019 | Tribeca Film Festival                     | Best Actress            | House of Hummingbird | Đoạt giải | [ 21 ] |
| 2020 | Wildflower Film Awards                    | Best New Actress        | House of Hummingbird | Đoạt giải | [ 22 ] |